# Pellorneum pyrrogenys
La tordina de Temminck (Pellorneum pyrrogenys) es una especie de ave paseriforme de la familia Pellorneidae propia de Borneo y Java. Su nombre común conmemora a su descubridor, el naturalista holandés Coenraad Jacob Temminck.

## Distribución y hábitat
Se encuentra únicamente en las islas de Borneo y Java. Su hábitat natural son los bosques húmedos tropicales (o subtropicales) de baja altitud o montanos.

## Subespecies
Se reconocen las siguientes:
- P. p. pyrrogenys (Temminck, 1827) - Java
- P. p. erythrote (Sharpe, 1883) - oeste de Borneo
- P. p. longstaffi (Harrisson & Hartley, 1934) - noroeste de Borneo
- P. p. canicapillus (Sharpe, 1887) - norte de Borneo